# Spagna ai Giochi della XVII Olimpiade
La Spagna partecipò ai Giochi della XVII Olimpiade che si sono svolti a Roma dal 25 agosto all'11 settembre 1960, con una delegazione di 144 atleti impegnati in sedici discipline.

## Medaglie
| Medaglia | Atleta | Sport           | Evento          |
| -------- | --- | --------------- | --------------- |
| Bronzo   | Pedro Amat Francisco Caballer Juan Ángel Calzado José Colomer Carlos del Coso José Antonio Dinarés Eduardo Dualde Joaquín Dualde Rafael Egusquiza Ignacio Macaya Pedro Murúa Pedro Roig Luis María Usoz Narciso Ventalló | Hockey su prato | Torneo maschile |

## Risultati

### Pallacanestro
| Atleta | Classifica |
| --- | ---------- |
| V · D · M Nazionale spagnola - Pallacanestro ai Giochi della XVII Olimpiade 3 Bertomeu · 4 Nora · 5 Martínez · 6 Enseñat · 7 Navarro · 8 Lluís · 9 Guillén · 10 Rodríguez · 11 Codina · 12 González · 13 Buscató · 14 Martos · All. Eduardo Kucharski | 14°        |
| Nazionale spagnola - Pallacanestro ai Giochi della XVII Olimpiade |            |
| 3 Bertomeu · 4 Nora · 5 Martínez · 6 Enseñat · 7 Navarro · 8 Lluís · 9 Guillén · 10 Rodríguez · 11 Codina · 12 González · 13 Buscató · 14 Martos · All. Eduardo Kucharski                                                                             |            |